# Carex mariposana
Carex mariposana L.H.Bailey & Mack. es una especie de planta herbácea de la familia de las ciperáceas.

## Hábitat y distribución
Es nativa de las montañas del norte de California y el extremo occidental de Nevada, donde crece en áreas húmedas, como las praderas. 

## Descripción
Produce densos racimos de tallos de hasta unos 90 centímetros de altura máxima y hojas estrechas, hasta de unos 30 centímetros de largo. La inflorescencia es un denso cúmulo abierto de espigas de color de oro, café, rojizo.  El fruto está cubierto con un saco llamado perigynium que, generalmente, es de color verdoso o marrón cobrizo, nervado, y con alas.

## Taxonomía
Carex mariposana fue descrita por L.H.Bailey & Mack. y publicado en Bulletin of the Torrey Botanical Club 43(12): 619–620. 1916[1917].
Etimología
Ver: Carex
mariposana; epíteto latino  que significa "como mariposa". 
Sinonimia
- Carex paucifructus Mack. (1916 publ. 1917).[2]